# 국제중재
국제중재(國際仲裁, international arbitration)는 국내중재에 대비되는 중재의 형태로 당사자의 국적이 다른 경우를 뜻한다.

## 임의중재와 기관중재
임의중재(ad hoc arbitration)는 기관이 관여하지 않는 중재로 UNCITRAL 중재규칙 적용이 된다. 일반적으로 국가가 관여된 분쟁이나 대규모 분쟁해결에 적절하다. 완전한 당사자 자치라는 장점이 있으나 단점으로는 절차적 불확실성과 지연이 있다. 기관중재(institutional arbitration)에서는 해당 기관의 중재규칙을 적용하며 검증된 중재기관직원에 의한 중재절차 진행을 감독한다. 일방 당사자의 비협조에 따른 절차지연을 예방한다. 다만 중재기관 수수료 지급 필요하다는 단점이 있다.

## 중재조항
"이 계약으로부터 또는 이 계약과 관련하여 발생하는 모든 분쟁은 XXXX의 중재 규칙에 따라 선정된 1인 또는 수인의 중재인에 의하여 위 중재 규칙에 의거하여 해결된다."

### 일반적 요건

##### 중재 합의
Arb. Agreement - 국제 분쟁에 관한 합의
"중재"란 당사자 간의 합의로 사법상의 분쟁을 법원의 재판에 의하지 아니하고 중재인(仲裁人)의 판정에 의하여 해결하는 절차를 말한다. "중재합의"란 계약상의 분쟁인지 여부에 관계없이 일정한 법률관계에 관하여 당사자 간에 이미 발생하였거나 앞으로 발생할 수 있는 분쟁의 전부 또는 일부를 중재에 의하여 해결하도록 하는 당사자 간의 합의를 말한다.(대한민국 중재법 제3조)

##### 중재지
중재지가 중재에 우호적인가?

## 외국 중재판정의 승인 및 집행에 관한 협약 (뉴욕협약)
외국중재판정은 "외국 중재판정의 승인 및 집행에 관한 협약"(Convention on the Recognition and Enforcement of Foreign Arbitral Awards)에 의하여 승인 및 집행이 국제적으로 널리 보장되는데, 이는 종래 통일된 국제규범이 없어 승인 및 집행이 보장되지 않고, 그것이 가능하더라도 그 요건이 국가에 따라 구구한 국제소송과 비교할 때 크게 다르다.

## 국제중재기관
- 국제상공회의소 (International Chamber of Commerce)
- LCIA
- 대한상사중재원(KCAB)
- 싱가포르국제중재센터 (SIAC)
- HKIAC
- ICDR
- ICSID

## 중재법
- UNCITRAL 모델중재법 개정 부분
- UNCITRAL 모델중재규칙 개정 부분
- 대한민국 중재법

## 같이 보기
- 국제 상업 회의소
- 상설중재법원
- 유엔 국제 무역법 위원회

## 참고 문헌
- 김갑유, 국내법원에서의 국제소송의 몇 가지 실무적 쟁점에 관한 고찰[깨진 링크(과거 내용 찾기)]
- 중재 정보
- 대한상사중재원의 2007년 국제중재규칙의 주요내용과 그에 대한 평가
- 대한상사중재원 국제중재에서의 도전과제와 활성화방안, 중재2005봄 제315호[깨진 링크(과거 내용 찾기)]
- 권태욱, 비즈니스맨이 알아야 할 국제계약과 국제중재 2시간 끝내기, 한울. ISBN 10894604358
- 석광현, 국제상사중재법연구, 박영사, 2007 ISBN 108910514728